# Samsung Gear VR
Samsung Gear VR — мобільний шолом віртуальної реальності, розроблений компанією Samsung Electronics в співробітництві з Oculus VR. Повністю автономний і не потребує підключення до ПК на відміну від пристрою Oculus Rift.

## Історія
Вперше пристрій був представлений 3 вересня 2014 року на виставці IFA 2014, випущений для продажу 27 листопада 2015 року. Компанія Samsung має відповідний патент для шолому віртуальної реальності(Head Mounted Display) затверджений в січні 2005 року. Це була одна з перших ідей з використанням смартфону для відображення контенту в пристроях віртуальної реальності.
З випуском смартфону Samsung Galaxy Note 4 в 2013 році, Samsung офіційно сформувала команду для розробки пристрою віртуальної реальності який мав поєднатися з смартфоном. Під час розробки перших прототипів виявилося що продуктивності і якості дисплею тогорічного флагманського смартфону(Galaxy S4) було недостатньо для стандартів віртуальної реальності, так як він мав Full HD дисплей. Це дозволило компанії визначити ключові вимоги для смартфонів, і успішно їх розробити в майбутні роки.

## Будова і засоби керування
Пристрій має вигляд шолома віртуальної реальності з горизонтальним і вертикальним кріпленнями на голові. Gear VR не має власного дисплею і працює в поєднанні з смартфоном Samsung Galaxy Note 4, можлива підтримка інших смартфонів Samsung флагманської серії. Однією з переваг є підтримка MTP(Motion to Photon) з низькою затримкою відображення контенту — менше 20 мс, що додає ефекту реалістичності і занурення у віртуальну реальність. Дисплей Galaxy Note 4(QHD) дозволяє відображати контент з високою роздільною здатністю. Встановлені лінзи(з можливістю фокусування) допомагають краще відобразити зображення, яке в свою чергу спеціальним ПЗ розподіляються на дві частини. Кут огляду для кожної з лінз 96 градусів. Для керування пристроєм і вибором контенту вбудована спеціальна сенсорна панель і додаткові датчики нахилу голови, також пристуній регулятор гучності звуку — джерелом якого є смартфон. З'єднання з смартфоном здійснюється через Micro USB.

## Програмне забезпечення
Середовище Oculus Home, яке вмикається при підключенні пристрою, надає можливість завантаження і використання інших додатків на Samsung Gear VR. Oculus Home також основний додаток для поширення програмного забезпечення для Gear VR.